# 图里河站
图里河站是位于内蒙古自治区牙克石市图里河镇的一个铁路车站，邮政编码022167。车站建于1955年，有牙林铁路经过该站，现办理客货运业务。车站距离牙克石212公里，隶属哈尔滨铁路局，是三等站。